# Maniola cantabrica
Maniola cantabrica är en fjärilsart som beskrevs av Ramon Agenjo Cecilia 1934. Maniola cantabrica ingår i släktet Maniola och familjen praktfjärilar. Inga underarter finns listade i Catalogue of Life.